# Magdalena Gozdecka
Magdalena Gozdecka (ur. 5 stycznia 1997 roku) – polska piłkarka, występująca na pozycji pomocnika. Reprezentuje barwy AZS-u UJ Kraków. W 2013 r. ukończyła Gimnazjum nr 15 w Krakowie, a w 2016 zdała maturę w II Liceum Ogólnokształcącym w Krakowie. Na rozegranych w czerwcu 2013 roku Mistrzostwach Europy do lat 17 piłkarka zdobyła wraz z reprezentacją Polski U-17 złote medale.